# Joe Henry
Joe Henry – amerykański piosenkarz, autor piosenek, gitarzysta i producent.
Jego styl przez lata ewoluował i obejmuje wiele gatunków muzycznych, takich jak: jazz, folk, rock, czy soul.
Od 1987 jest żonaty z Melanie Ciccone, siostrą Madonny.

## Dyskografia
- Talk of Heaven (1986)
- Murder of Crows (1989)
- Shuffletown (1990)
- Short Man's Room (1992)
- Kindess of the World (1993)
- Fireman's Wedding EP (1994)
- Trampoline (1996)
- Fuse (1999)
- Scar (2001)
- Tiny Voices (2003)
- Civilians (2007)
- Blood from Stars (2009)
- Reverie (2011)
- Invisible Hour (2014)
- Shine a Light: Field Recordings from the Great American Railroad z Billym Braggiem (2016)
- Thrum (2017)